# Luperodes intramarginalis
Luperodes intramarginalis là một loài bọ cánh cứng trong họ Chrysomelidae. Loài này được Kirsch miêu tả khoa học năm 1883.